# Грб Боливије
Грб Боливије је званични хералдички симбол јужноамеричке државе Боливија. Грб је усвојен 17. августа 1825. године, и током историје је имао само неких мањих корекција.

## Опис грба
Грб се састоји од штита у средини који је окружен заставама Боливије, мускетама и маслиновим гранчицама, а на врху је андски кондор. На плавом рубу штита је златни натпис Боливиа, те десет звездица, које представљају девет департмана, те бившу провинцију Литорал, коју је преузео Чиле 1879. године. На штиту је приказана сребрна планина Потоси са излазећим сунцем изнад ње. Испред планине се налази алпака, која стоји поред стабла и жита, који представљају ресурсе државе.
Око штита су три заставе Боливије са сваке стране, и две мускете које симболизују борбу за независност. Поред мушкета је секира и црвена фригијска капа, симбол слободе. Маслинове гранчице симболизују мир, а кондор жељу за одбраном народа и његове слободе.
На неким верзијама грба, уместо мушкета приказани су топови.